# Elezioni legislative in Francia del 1797
Le elezioni legislative in Francia del 1797 mirarono a rinnovare l'Organo Legislativo del Direttorio, cioè il Consiglio dei Cinquecento e il Consiglio degli Anziani. Si trattò del primo rinnovo di un terzo dell'istituzione del regime e l'operazione sarà ripetuta annualmente. I rappresentanti vengono eletti mediante suffragio censitario, quindi distribuiti tra i due consigli tramite sorteggio e in base alla loro età.
La maggioranza fu ottenuta dai monarchici moderati per via della paura popolare delle forze rivoluzionarie di Sinistra dopo la Congiura degli Eguali di Gracco Babeuf.
Dopo le elezioni, i realisti decisero di attendere la prossima scadenza per assicurarsi il potere chiaro e poter conquistare l' esecutivo senza scontri. L'alleanza fra i Termidoriani e la Sinistra nel colpo di stato del 18 fruttidoro anno V portò alla sconfitta dei realisti.

## Contesto
Dopo la congiura degli Eguali di Gracco Babeuf la paura creata dall'Estrema sinistra è già un presagio del risultato delle prossime elezioni: una svolta conservatrice e monarchica sembra inevitabile. In effetti si riscontra una grande vittoria dei monarchici moderati, mentre gli estremisti, da entrambi i lati, scompaiono completamente.
Infatti, pur beneficiando di un clima favorevole in vista delle elezioni, i realisti restano comunque divisi. Gli assolutisti, in seguito alle dichiarazioni del futuro Luigi XVIII, non riuscirono ad avvicinarsi ai monarchici costituzionali attaccati alle libertà individuali e favorevoli alla svendita della proprietà nazionale. I primi hanno sofferto per il fallimento della spedizione di Quiberon, che ha inferto un duro colpo alle loro aspettative. Questi ultimi, riuniti al Club Clichy (e per questo chiamati “Clichiani”), si avvicinarono ad alcuni repubblicani moderati, e per un certo periodo anche al Direttorio. La loro rottura con il regime riguarda principalmente la questione della guerra, che vogliono vedere fermata a tutti i costi mentre il regime trae le sue risorse dal conflitto.
Se tra i realisti regna la divisione, soprattutto per quanto riguarda la scelta del pretendente al trono, tutti concordano sul fatto che le elezioni sono un mezzo per conquistare legalmente il potere e, in definitiva, per porre fine al Direttorio. Di fronte agli strumenti a disposizione del regime, anche la loro corrente deve organizzarsi e creare associazioni intese a promuovere la vittoria.

## Campagna
In previsione delle elezioni, i realisti crearono Istituti Filantropici in 70 dipartimenti. I loro membri sono divisi in due categorie con obiettivi diversi: i Clichiani e gli Ultrarealisti. I primi si adoperarono per il successo elettorale contattando notabili e organizzandosi per distribuire volantini e opuscoli, aiutati dalla stampa moderata: il tema della loro campagna elettorale era il timore dell' "anarchia" , fortemente favorito dalla propaganda dirigenziale che fece seguito alla repressione della Congiura degli Eguali. Questi ultimi, dal canto loro, sono prevalentemente assolutisti e preparano una soluzione in caso di sconfitta: per loro si tratta di organizzare un'insurrezione ed eserciti agli ordini dei principi se la via elettorale non è sufficiente. La campagna fu aiutata anche dai fondi britannici, e soprattutto dall'azione del clero refrattario, che si dimostrò molto efficace nel trasmettere le idee, non solo nei dipartimenti dell'Occidente conquistati alla causa monarchica, ma anche nei dipartimenti repubblicani. La questione del ritorno alla pace è anche un punto centrale del discorso realista che ne garantisce una forte popolarità.
I Termidoriani tentano di rispondere a questa offensiva. I loro commissari sono responsabili di “dare direzione alle elezioni” e il regime sostiene finanziariamente la campagna repubblicana. Ancor di più, i membri del Direttorio Barras, Reubell e La Révellière-Lépaux, che formano un “triumvirato” antimonarchico all’interno dell’esecutivo, stanno facendo tutto il possibile per favorire la vittoria repubblicana. Gli emigranti rientrati da poco in Francia sono cancellati dalle liste elettorali mentre, al contrario, la politica di repressione contro i giacobini fu moderata. Infine, il governo fa del suo meglio per informare la borghesia dei pericoli che gravavano su di essa in caso di restaurazione monarchica. Il processo a Brottier, uno degli organizzatori del complotto realista nel campo di Grenelle, serve anche per denunciare i difensori della monarchia. Tuttavia, questo tempestivo processo fu visto come una cospirazione e le misure adottate dai direttori per favorire i repubblicani inorridirono i notabili e si rivoltarono contro i loro autori. La richiesta del Direttorio al Consiglio dei Cinquecento di approvare una legge che rendesse obbligatorio il giuramento di “odio alla regalità e all'anarchia” fu respinta, aumentando ulteriormente le tensioni.
La partecipazione è stata del 23%, un buon tasso in un momento in cui l'astensione è massiccia (la partecipazione sarà del 20% e dell'11,5% nelle prossime elezioni) . I risultati sono coerenti con le aspettative del Club di Clichy : su 216 membri uscenti della Convenzione, solo 11 sono stati rieletti, di cui sei repubblicani affermati, mentre gli altri erano di tendenza monarchica, in particolare Boissy d'Anglas. 

## Risultati
I Clichiani di Centro-destra ottengono una maggioranza assoluta del 59,32% dei voti, ossia 95 deputati al Consiglio dei Cinquecento e 47 al Consiglio degli Anziani. Ciò portò il partito a detenere un totale di 164 seggi ai Cinquecento e 82 agli Anziani.
Gli Indipendenti di Centro di Lazare Carnot tornano ai vertici della politica, con il 24,86% dei voti, dunque 41 deputati al Consiglio dei Cinquecento e 20 al Consiglio degli Anziani. Ciò portò il partito a detenere un totale di 41 seggi ai Cinquecento e 20 agli Anziani.
Scarsi risultati per i Termidoriani di Centro/Centro-sinistra, con solamente il 15,82% dei voti e 31 deputati al Consiglio dei Cinquecento e 16 al Consiglio degli Anziani. Ciò portò il partito a detenere un totale di 254 seggi ai Cinquecento e 127 agli Anziani.
Nessun risultato per Ultrarealisti e Montagnardi, molto impegnati entrambi nella campagna elettorale. Gli Ultrarealisti detengono intanto 41 seggi ai Cinquecento e 21 agli Anziani, mentre i Montagnardi non hanno seggi al Corpo legislativo.